# Dave Bickler
Dave Bickler (ur. w 31 marca 1953 w Dakocie Północnej) – amerykański wokalista, autor tekstów, członek zespołu Survivor w latach 1977–1983 i 1993–2000. Wcześniej lider i wokalista zespołu Jamestown Massacre, którego singiel „Summer Sun” był notowany na liście Billboard Hot 100. Bickler pierwszy raz spotkał się z Jimem Peterikiem w połowie lat 70. XX wieku. Ukończył Benet Academy w Lisle, Illinois.
Wyróżniał spośród wszystkich członków zespołu faktem noszenia charakterystycznego beretu.
Opuścił zespół w 1983 na skutek problemów z głosem wymagających natychmiastowej interwencji chirurgicznej. Rehabilitacja trwała półtora roku. Za utwór „Eye of the Tiger” Bickler wraz z zespołem otrzymał Nagrodę Grammy w kategorii Best Rock Performance By A Duo Or Group With Vocal (1983). Po opuszczeniu zespołu i niemożności powrotu (w zespole był już Jimi Jamison) nagrywał z amatorskimi zespołami z Chicago oraz grał w minifilmach i reklamówkach.
Wrócił do zespołu w 1993 roku, by wydać kompilację hitów pt. Greatest Hits. Na płycie tej napisał dwie nowe piosenki. Po powrocie nie nagrał z zespołem ani jednego albumu studyjnego, odszedł w 2000 roku, zaś zastąpił go ponownie Jimi Jamison.

## Dyskografia wraz z zespołem Survivor

### Albumy studyjne
- Survivor (album) (1980)
- Premonition (1981)
- Eye of the Tiger (album) (1982)
- Caught in the Game (1983)

### Single
- „Somewhere in America” (1980)
- „Rebel Girl” (1980)
- „Poor Man’s Son” (1981)
- „Summer Nights” (1982)
- „Eye of the Tiger” (1982)
- „American Heartbeat” 991982)
- „The One That Really Matters” 991982)
- „Caught in the Game” (1983)